# Europaspiele 2019/Sambo
Bei den Europaspielen 2019 in Minsk, Belarus, wurden am 22. und 23. Juni 2019 insgesamt 18 Wettbewerbe im Sambo ausgetragen. Austragungsort war der Sportpalast Minsk.

## Bilanz

### Medaillenspiegel
| Platz | Land          | Gold | Silber | Bronze | Gesamt |
| ----- | ------------- | ---- | ------ | ------ | ------ |
| 01    | Russland      | 7    | 3      | 8      | 18     |
| 02    | Georgien      | 4    | 3      | 4      | 11     |
| 03    | Belarus       | 3    | 4      | 8      | 15     |
| 04    | Ukraine       | 1    | 3      | 2      | 6      |
| 05    | Armenien      | 1    | 1      | 1      | 3      |
| 06    | Bulgarien     | 1    | —      | 1      | 2      |
| 07    | Kroatien      | 1    | —      | —      | 1      |
| 08    | Aserbaidschan | —    | 1      | 2      | 3      |
| 08    | Moldau        | —    | 1      | 2      | 3      |
| 10    | Griechenland  | —    | 1      | —      | 1      |
| 10    | Lettland      | —    | 1      | —      | 1      |
| 12    | Rumänien      | —    | —      | 3      | 3      |
| 13    | Serbien       | —    | —      | 2      | 2      |
| 13    | Spanien       | —    | —      | 2      | 2      |
| 14    | Frankreich    | —    | —      | 1      | 1      |

### Medaillengewinner
Männer
| Disziplin          | Gold                     | Silber              | Bronze                                  |
| ------------------ | ------------------------ | ------------------- | --------------------------------------- |
| Klasse bis 52 kg   | Tigran Kirakosjan        | Ağasif Səmədov      | Andrei Kubarkow Giwi Nadareischwili     |
| Klasse bis 57 kg   | Wachtang Tschidraschwili | Sajan Chertek       | Uladsislau Burds Mehman Xəlilov         |
| Klasse bis 62 kg   | Ruslan Bagdassarjan      | Savvas Karakizidis  | Iwan Aniskewitsch Genadi Tschirgadse    |
| Klasse bis 68 kg   | Aljaksandr Kokscha       | Mindia Liluaschwili | Nikita Klezkow Emil Həsənov             |
| Klasse bis 74 kg   | Lewan Nachuzrischwili    | Stanislaw Skrjabin  | Arsen Ghasarjan Szjapan Papou           |
| Klasse bis 82 kg   | Andrei Perepeljuk        | Davit Grigorjan     | Besarion Berulawa Zimafej Jemjaljanau   |
| Klasse bis 90 kg   | Sergei Rjabow            | Andrej Kasusjonak   | Dmitri Gerasimenko Paata Ghwiniaschwili |
| Klasse bis 100 kg  | Dawit Loriaschwili       | Viktors Reško       | Alsim Tschernoskulow Denis Tachii       |
| Klasse über 100 kg | Beka Berdsenischwili     | Juryj Rybak         | Artjom Ossipenko Vladimir Gajić         |

Frauen
| Disziplin         | Gold                   | Silber                | Bronze                                   |
| ----------------- | ---------------------- | --------------------- | ---------------------------------------- |
| Klasse bis 48 kg  | Jelena Bondarewa       | Anastassija Nowikowa  | Anfissa Kapajewa Zwetelina Zwetanowa     |
| Klasse bis 52 kg  | Diana Rjabowa          | Maryna Scharskaja     | Irene Díaz Vidal Paulina Eșanu           |
| Klasse bis 56 kg  | Tatjana Kasenjuk       | Anastassija Archipawa | Laure Fournier Daniela Poroineanu        |
| Klasse bis 60 kg  | Wera Harelikawa        | Sabina Artemciuc      | Jana Kostenko Yaiza Jiménez López        |
| Klasse bis 64 kg  | Jekaterina Onoprijenko | Olena Sajko           | Anda Mihaela Vâlvoi Tazzjana Mazko       |
| Klasse bis 68 kg  | Lucija Babić           | Kateryna Moskaljowa   | Marina Mochnatkina Wolha Namasawa        |
| Klasse bis 72 kg  | Anschela Schylinski    | Nino Odselaschwili    | Galina Ambarzumjan Natalija Smal         |
| Klasse bis 80 kg  | Marija Orjaschkowa     | Schanara Kussanowa    | Swjatlana Zimaschenka Halyna Kowalska    |
| Klasse über 80 kg | Anastassija Sapsaj     | Elene Kebadse         | Alina-Petronela Păunescu Anna Balaschowa |